# Байкал (тип речных судов)
Байка́л (проект 646, обозначение немецкой верфи — BiFa Typ B, то есть Binnenfahrgastschiff — речной пассажирский теплоход типа B) — серия средних грузопассажирских речных теплоходов, предназначенных для работы на скорых пассажирских линиях. Допускался выход таких судов в прибрежные морские районы. Суда типа Байкал строились по заказу СССР в Германии на верфи Warnowwerft Warnemuende в 1953—1956 годах. Всего было построено пятнадцать судов этого типа. Суда типа Байкал получали названия в честь озёр СССР и выдающихся русских литераторов.
По состоянию на начало XXI века пять судов типа Байкал списано, одно выведено из эксплуатации, судьба одного неизвестна.

## Условия размещения пассажиров
Первоначально суда этого проекта имели одно-, двух-, четырёх-, шести- и восьмиместные каюты, в том числе, имеющие умывальники, два ресторана, два салона, два общих пассажирских помещения. Позднее каюты большой вместимости на многих судах переоборудовались. В девяностых-двухтысячных годах на многих судах в ходе модернизаций проводились работы по повышению комфортности, в частности каюты оснащались индивидуальными санузлами и расширялись за счет уменьшения пассажировместимости, частично заменялась и внутренняя отделка.

## Распространение
Теплоходы типа «Байкал» использовались на Волго-Балте, Онежском и Ладожском озёрах с выходом в Финский залив Балтийского моря и в Белое море, Волге, Енисее с выходом в Енисейский залив до Диксона, на Иртыше и Оби с выходом в Обскую губу до Антипаюты, Лене, Дунае с выходом в Чёрное море до Одессы, Днепре линия Киев-Межводное.
По состоянию на 2015 год эти теплоходы работают на: туристических линиях Москва — Санкт-Петербург, Москва — Соловки; пассажирских маршрутах по сибирским рекам: Омск — Салехард (пассажирские перевозки осуществляют теплоходы «Родина», «Чернышевский» и «Механик Калашников») и Салехард — Антипаюта («Механик Калашников») , Якутск — Тикси («Механик Кулибин»). С 2019 года 1 судно (Близняк), перестроено в круизное и используется для туристических перевозок на Енисее. Одно-два судна находятся за пределами России и Украины (Польша и, возможно, Нидерланды).

## Список судов проекта 646
| Речные суда типа Байкал | Речные суда типа Байкал                             | Речные суда типа Байкал                              |
| No.                     | Оригинальное название                               | Английская транслитерация                            |
| ----------------------- | --------------------------------------------------- | ---------------------------------------------------- |
| 1                       | Байкал (Академик Киренский)                         | Baykal (Akademik Kirenskiy)                          |
| 2                       | Иссык-Куль (40 лет ВЛКСМ, Капитан Пономарев)        | Issyk-Kul (40 let VLKSM, Kapitan Ponomarev)          |
| 3                       | Балхаш (Профессор Близняк, Близняк)                 | Balkhash (Professor Bliznyak, Bliznyak)              |
| 4                       | Онега                                               | Onega                                                |
| 5                       | Севан (Герой Ю. Гагарин, Господин Великий Новгород) | Sevan (Geroy Yu. Gagarin, Gospodin Velikiy Novgorod) |
| 6                       | Ладога (Ladoga)                                     | Ladoga (Ladoga)                                      |
| 7                       | Короленко                                           | Korolenko                                            |
| 8                       | Ленинский Комсомол                                  | Leninskiy Komsomol                                   |
| 9                       | Белинский (Шлиссельбург, Иоанн Кронштадтский)       | Belinskiy                                            |
| 10                      | Радищев (Красногвардеец, Сергей Орлов)              | Radishchev (Krasnogvardeets, Sergey Orlov)           |
| 11                      | Чернышевский                                        | Chernyshevskiy                                       |
| 12                      | Механик Кулибин                                     | Mekhanik Kulibin                                     |
| 13                      | Механик Калашников                                  | Mekhanik Kalashnikov                                 |
| 14                      | Сергеев-Ценский (Родина)                            | Sergeev-Tsenskiy (Rodina)                            |
| 15                      | Мамин-Сибиряк                                       | Mamin-Sibiryak                                       |

## Характеристики
- Класс речного регистра: М
- Длина расчётная/габаритная: 62,0 м / 65,2 м
- Ширина расчётная/габаритная: 9,4 м / 12,0 м

Высота от основной линии: 13,02 м
- Надстройка: двухъярусная
- Осадка средняя: 2,1 — 2,22 м
- Водоизмещение с грузом, пассажирами и полными запасами: 723—774 тонны
- Доковый вес 604 тонн
- Пассажировместимость
  - общая: 197 человек, из них
    - 2 в одноместных каютах
    - 36 в двухместных каютах
    - 8 в четырёхместных каютах
    - 36 в шестиместных каютах
    - 48 в восьмиместных каютах
    - 67 в общих помещениях
    - также имелось 47 мест в ресторанах и 31 место в салонах

  - При комбинированном использовании жёстких мест пассажировместимость достигала 355 мест
  - При обеспечении всех пассажиров сидячими местами пассажировместимость достигала 580 мест
  - Максимально допустимое число пассажиров на коротких расстояниях составляло 700 человек
- Мест для членов экипажа: 40
- Грузоподъёмность: 30 тонн (трюм), 50-76 тонн (палубные грузы)
- Двигатели: дизельные 6NVD48 четырёхтактные бескомпрессорные реверсивные, две штуки мощностью по 400 л.с. (294 кВт)
- Скорость на глубокой воде: 22 км/ч

Теплоход Белинский проекта 646 на Волге между городами Углич и Мышкин
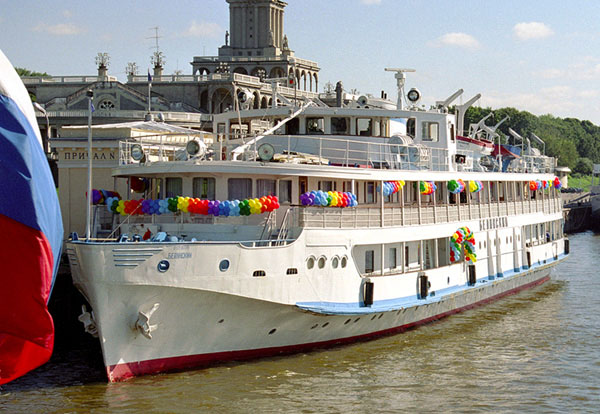
Теплоход Белинский в Москве у Северного речного вокзала
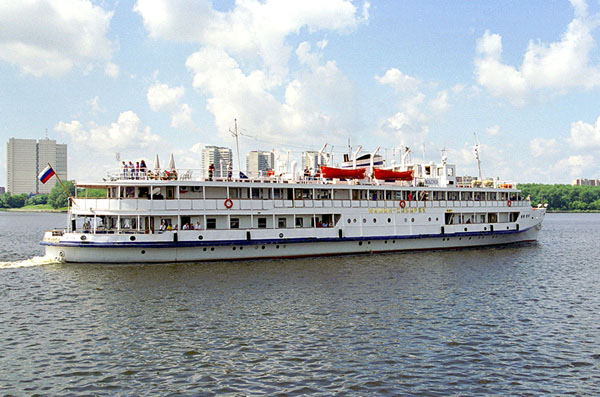
Теплоход Мамин Сибиряк проекта 646 в Москве